# Кідеро
Кідеро — село (аул), адміністративний центр Цунтинського району Дагестана.

## Географія
Село розташоване на правому березі річки Кідеро, за 150 км на північний захід від міста Махачкала. 

Найближчі населені пункти: на північному сході — село Цехок, на північному заході — село Зехіда, на південному заході — село Ельбок, на південному сході — село Генух.

## Населення
За переписом 2010 року в селі проживало 752 людини.

## Історія
Адміністративний центр Цунтинського району з 1992 року.